# 好きよキャプテン
「好きよキャプテン」（すきよキャプテン）は、1975年9月20日に発売されたザ・リリーズの2枚目のシングル。

## 解説
同曲はオリコンチャートにおいて週間最高では39位、8万枚のセールスを記録、ザ・リリーズとして最大のヒット曲である。
1978年9月20日にレコード品番を変更して同内容・同ジャケットデザインで再発されている。品番は初版盤がTP-20182、1978年盤がTP-10495。
ザ・リリーズの代表曲として広く知られ、自身のライブ・コンサートや懐メロの音楽番組などで、同曲をよく歌唱披露している。
こちら葛飾区亀有公園前派出所の51巻1話において、本楽曲を暴走族のメンバーがキャプテンに対し歌っているシーンがある。

## 収録曲
- 両楽曲共に、作詞：松本隆／作曲：森田公一／編曲：萩田光雄

1. 好きよキャプテン
2. 恋する三秒間

## 収録作品
- 「ゴールデン☆ベスト ザ・リリーズ」（2002年）ほか

## カバー
- W（ダブルユー） - アルバム「デュオU&U」（2004年6月2日）